# Blackjack (jeu)
Pour les articles homonymes, voir Blackjack.

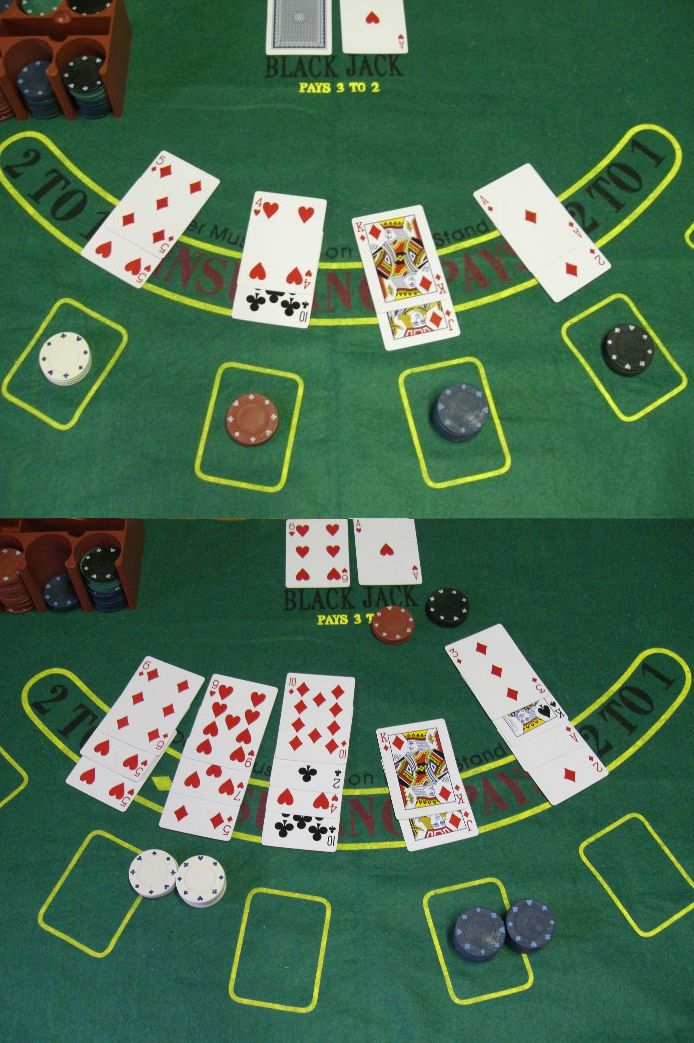
Disposition des cartes au blackjack. Les joueurs affrontent individuellement la banque (en haut de l'image).

Le blackjack, black jack, black jacks ou encore black-jack (signifiant « valet noir » en anglais) est un jeu de cartes populaire dans les casinos physiques et les casinos virtuels.

## Histoire
L'origine du jeu est incertaine. Le premier jeu semblable au blackjack moderne est le jeu du « trente et un », dont le but était d'obtenir 31 points. Ce jeu apparaît au XVe siècle.
Le blackjack moderne fait son apparition en France à la fin du XVIIIe siècle sous le nom de « vingt-un » (ou « vingt-et-un »), un nom qu’il a longtemps porté, y compris dans les pays anglophones. La plus ancienne mention du jeu se trouve dans le Mercure de France de septembre 1768 sous le titre « Jeu renouvellé ». De France le jeu a rapidement gagné les pays environnants et, en premier lieu, l’Angleterre et les pays de langue allemande, dès 1769 ; on le trouve dès 1773 en Italie, où il est devenu Ventuno. Ses origines paraissent espagnoles.
Comme le montre l'article de Depaulis, le mot anglais blackjack synonyme de vingt-et-un, ou traduit twenty-one, a été introduit au Canada, pendant la ruée vers l’or du Klondike. Or il n’y avait pas que de l’or au Klondike, mais aussi de l’argent et du zinc, nommé localement… blackjack. C’est peut-être là l’origine du nom du jeu en anglais, car aucun valet noir n’y joue le moindre rôle !
Au cours des siècles suivants, le jeu devient populaire auprès du grand public. Les premières techniques statistiques font leurs apparitions dans la deuxième moitié du XXe siècle siècle, et les casinos réagissent en modifiant légèrement le jeu pour conserver l'avantage sur le joueur. Aujourd'hui, le blackjack fait partie des jeux de casino les plus populaires,.

## Règles

### But du jeu
La partie oppose individuellement chaque joueur à la banque. Le but est de battre le croupier sans dépasser le score de 21. Dès qu'un joueur fait plus que 21, on dit qu'il « brûle » et il perd sa mise initiale. Les valeurs des cartes sont les suivantes :
- de 2 à 9 : valeur nominale de la carte ;
- de 10 au roi  (surnommées « bûche ») : 10 points ;
- as : 1 ou 11 points (au choix du joueur).

Un blackjack est la situation où le joueur reçoit, dès le début du jeu, un as et une bûche. Si le joueur atteint 21 points avec plus de deux cartes, on compte 21 points et non blackjack.

### Mises

#### Principales
Les mises sont toujours définies par le casino. La mise minimale est le montant minimum qu'un joueur doit parier pour jouer, et la mise maximale est le montant maximal que le joueur peut parier à chaque partie.

#### Secondaires
En plus de la mise principale, le joueur peut, dans certains casinos, jouer sur des mises alternatives (en anglais : side bets). Il en existe de nombreuses. Les plus fréquentes sont :
- Perfect Pair (« Paires parfaites ») : Le joueur gagne si ses deux premières cartes forment une paire ;
- 21 + 3 : Le joueur gagne si ses deux cartes et la carte visible du croupier forment une figure (par exemple, une suite, un brelan, une couleur, etc.) ;
- Hot 3 (« 3 chaud ») : Le joueur gagne si la valeur de ses deux cartes additionnées avec la carte visible du croupier vaut entre 19 et 21, ou s'il s'agit d'un brelan de 7 ;
- Bust it : Le joueur gagne si le croupier dépasse 21 points.

Les mises alternatives sont totalement indépendantes du jeu principal, et sont facultatives. Le joueur peut gagner sur ces dernières même s'il a perdu au jeu principal.
| Type de mise                        | Type de mise                          | Exemple                 | Appellation anglaise | Rapport au joueur |
| ----------------------------------- | ------------------------------------- | ----------------------- | -------------------- | ----------------- |
| Perfect Pair (« Paires parfaites ») | Paire de même symbole                 | Q♥ Q♥                   | Perfect Pair         | 25 pour 1         |
| Perfect Pair (« Paires parfaites ») | Paire de même couleur (rouge ou noir) | Q♥ Q♦                   | Colored Pair         | 12 pour 1         |
| Perfect Pair (« Paires parfaites ») | Paire simple                          | Q♥ Q♣                   | Mixed Pair           | 6 pour 1          |
| 21 + 3                              | Brelan de même symbole                | A♥ A♥ A♥                | Suited Trips         | 100 pour 1        |
| 21 + 3                              | Suite de même symbole                 | 10♥ J♥ Q♥               | Straight Flush       | 40 pour 1         |
| 21 + 3                              | Brelan simple                         | A♥ A♣ A♦                | 3 of a Kind          | 30 pour 1         |
| 21 + 3                              | Suite simple                          | 10♥ J♦ Q♣               | Straight             | 10 pour 1         |
| 21 + 3                              | Couleur                               | A♥ 2♥ J♥                | Flush                | 5 pour 1          |
| Hot 3 (« 3 chaud »)                 | Brelan de 7                           | 7♥ 7♦ 7♠                | 7-7-7                | 100 pour 1        |
| Hot 3 (« 3 chaud »)                 | Total de 21 points avec une suite     | 6♥ 7♣ 8♠                |                      | 20 pour 1         |
| Hot 3 (« 3 chaud »)                 | Total de 21 points                    | 2♦ Q♣ 9♥                |                      | 4 pour 1          |
| Hot 3 (« 3 chaud »)                 | Total de 20 points                    | 5♣ 4♦ A♠                |                      | 2 pour 1          |
| Hot 3 (« 3 chaud »)                 | Total de 19 points                    | 8♠ 4♣ 7♥                |                      | 1 pour 1          |
| Bust It                             | Le croupier dépasse 21 avec 8 cartes. | 3♣ 3♦ 2♥ 2♠ 3♦ 2♦ A♣ Q♦ |                      | 250 pour 1        |
| Bust It                             | Le croupier dépasse 21 avec 7 cartes  | 3♥ 4♣ 2♦ 2♣ 3♠ 2♥ 9♣    |                      | 100 pour 1        |
| Bust It                             | Le croupier dépasse 21 avec 6 cartes  | 3♥ A♠ 2♥ 6♣ 4♠ 7♥       |                      | 50 pour 1         |
| Bust It                             | Le croupier dépasse 21 avec 5 cartes. | 5♥ 2♣ 3♠ 6♣ K♥          |                      | 9 pour 1          |
| Bust It                             | Le croupier dépasse 21 avec 4 cartes  | 2♦ 6♠ 8♠ 10♥            |                      | 2 pour 1          |
| Bust It                             | Le croupier dépasse 21 avec 3 cartes  | 5♣ 8♦ K♠                |                      | 1 pour 1          |
| Bust It                             | Vous avez un blackjack                |                         |                      | Mise remboursée   |

En France, les mises secondaires sont règlementées par l'arrêté du 14 mai 2007 relatif à la réglementation des jeux dans les casinos et sont donc différentes de celles affichées dans le tableau précédent.

### Début de la partie
Au début de la partie, le croupier distribue une carte face visible à chaque joueur et une carte face visible pour lui. Il tire ensuite pour chaque joueur une seconde carte face visible et une seconde carte face cachée pour lui.
Les joueurs débutent donc la partie avec deux cartes visibles.

### Décision des joueurs

#### Cas général
Une fois les premières cartes distribuées, le croupier demande au premier joueur de la table (joueur situé à sa gauche) l'option qu'il désire choisir. Le joueur a plusieurs options selon la situation :
Si le joueur a un blackjack, il n'a aucun choix à faire. Le joueur attend donc l'annonce des résultats.
Si le joueur n'a pas de blackjack, plusieurs choix sont possibles :
- Demander une ou plusieurs cartes supplémentaires, afin de se rapprocher de 21, sans le dépasser. Le joueur annonce alors « Carte ! », ou tapote sur la table de jeu (en anglais, on dit que le joueur « Hit », c'est-à-dire qu'il tire) ;
- S'arrêter ou « rester » (en anglais, on dit que le joueur « Stand »), et donc conserver ses cartes. Le joueur survole alors ses cartes avec sa main, pour indiquer son intention au croupier, ou annonce « je reste » ou « je m'arrête » ;
- Doubler sa mise (en anglais : « Double down »), à la seule condition de ne recevoir qu'une carte après cela. Le joueur double sa mise et reçoit une troisième carte finale.
- Abandonner (en anglais : « Surrender »), et perdre la moitié de sa mise. Cette règle n'est pas universellement admise, mais est autorisée par certains casinos.

#### Cas spécifiques
Plusieurs actions spécifiques existent selon la situation.
Si le joueur a deux cartes de même valeur, il peut « spliter », c'est-à-dire séparer ses deux cartes afin de jouer avec deux jeux, et une mise supplémentaire égale à celle qu'il a jouée au départ. Une fois les jeux séparés, le croupier ajoute une carte sur chaque main (afin d'en avoir deux par main), et le joueur joue chaque main de la même façon qu'une main simple. Dans certains casinos, le joueur peut séparer une troisième fois son jeu, s'il obtient à nouveau une paire de même valeur.
Si la première carte du croupier est un As, le joueur a la possibilité de s'assurer contre un éventuel blackjack du croupier. Pour cela, le joueur paye la moitié de sa mise initiale.
- Si le croupier fait blackjack, il reçoit le double de son assurance (et perd sa mise sauf si le joueur à également blackjack, auquel cas, il récupère sa mise) ;
- Si le croupier ne fait pas blackjack, le joueur perd son assurance et le jeu reprend normalement.

#### Règles particulières
Une règle particulière concerne la séparation de deux As : en séparant deux As, le joueur ne peut recevoir qu'une seule carte pour chacun des jeux et ne pourra pas séparer son jeu à nouveau s'il reçoit un troisième As. Cependant, cette règle varie selon les casinos.
De manière générale, lors d'une séparation de deux cartes, il n'est pas possible d'obtenir un blackjack. Par exemple, un joueur qui sépare deux bûches, et qui obtient un as sur une des deux mains, se verra compter 21 points et non un blackjack. Ainsi, si le croupier a un blackjack, le joueur perd sa mise.
En France, jusqu'en 2007, il n'était possible de doubler sa mise que si le score des deux premières cartes avaient une valeur totale de 9, 10 ou 11. Cette règle a été abolie, et il est désormais possible de doubler avec n'importe quel score au blackjack joué dans les casinos français.

### Service du croupier
Une fois tous les joueurs servis, le croupier joue pour son compte selon une règle universelle : « la banque tire à 16, reste à 17 ». Ainsi, le croupier tire des cartes jusqu'à atteindre un nombre supérieur ou égal à 17.
Dans le cas où le croupier a un « 17 soft », c'est-à-dire un as et un six (valant soit 7 points, soit 17 points), la règle la plus commune est le « stand on soft 17 ». Le croupier s'arrête donc à 17. Cependant, certains casinos pratiquent la règle du « hit on soft 17 ». Le croupier tire alors une nouvelle carte, donnant un léger avantage au casino. Dans le cas d'un « 18 soft », et au delà, le croupier s'arrête dans tous les cas.

### Résultats
Une fois le croupier servi, il annonce les résultats pour chaque joueur.
Les joueurs ayant dépassé 21 points perdent leur mise dans tous les cas.
Les joueurs ayant un blackjack gagnent selon un ratio de 3 pour 2, sauf si le croupier a également un blackjack, auquel cas il y a égalité et les joueurs récupèrent simplement leur mise.
Enfin, pour les joueurs ayant 21 points (sans blackjack) ou moins, le résultat dépend du nombre de points du croupier :
- Si le croupier a dépassé les 21 points, tous les joueurs encore dans le jeu (et donc n'ayant pas dépassé les 21 points) gagnent une fois leur mise.
- Si le croupier a 21 points (sans blackjack) ou moins :
  - Les joueurs ayant moins de points que le croupier perdent leur mise ;
  - Les joueurs ayant autant de points que le croupier récupèrent simplement leur mise. Dans cette situation, on dit qu'il y a « push » ;
  - Les joueurs ayant plus de points que le croupier gagnent une fois leur mise.

| Valeur des cartes du joueur (horizontal) et du croupier (vertical) | Supérieur à 21 | Blackjack        | 21               | 20               | 19               | 18               | 17               | Inférieur à 17   |
| ------------------------------------------------------------------ | -------------- | ---------------- | ---------------- | ---------------- | ---------------- | ---------------- | ---------------- | ---------------- |
| Supérieur à 21                                                     | Perte          | Gain de 3 pour 2 | Gain de 1 pour 1 | Gain de 1 pour 1 | Gain de 1 pour 1 | Gain de 1 pour 1 | Gain de 1 pour 1 | Gain de 1 pour 1 |
| Blackjack                                                          | Perte          | Égalité          | Perte            | Perte            | Perte            | Perte            | Perte            | Perte            |
| 21                                                                 | Perte          | Gain de 3 pour 2 | Égalité          | Perte            | Perte            | Perte            | Perte            | Perte            |
| 20                                                                 | Perte          | Gain de 3 pour 2 | Gain de 1 pour 1 | Égalité          | Perte            | Perte            | Perte            | Perte            |
| 19                                                                 | Perte          | Gain de 3 pour 2 | Gain de 1 pour 1 | Gain de 1 pour 1 | Égalité          | Perte            | Perte            | Perte            |
| 18                                                                 | Perte          | Gain de 3 pour 2 | Gain de 1 pour 1 | Gain de 1 pour 1 | Gain de 1 pour 1 | Égalité          | Perte            | Perte            |
| 17                                                                 | Perte          | Gain de 3 pour 2 | Gain de 1 pour 1 | Gain de 1 pour 1 | Gain de 1 pour 1 | Gain de 1 pour 1 | Égalité          | Perte            |

## Probabilités
L'avantage du blackjack revient au casino. Cependant, la probabilité de gain du joueur dépend de ses décisions. La probabilité d'avoir un blackjack naturel (c'est-à-dire dès le début du jeu) est de  4,7 %. La probabilité d'obtenir 21 points en 3 cartes est de 7,36 %.
En moyenne, le croupier qui joue selon la règle classique, obtient une valeur de main de 18,84. Le tableau de probabilité, pour le croupier s'établit comme suit :
| Valeur finale de la main du croupier | Pourcentage |
| ------------------------------------ | ----------- |
| Blackjack                            | 4,82 %      |
| 21                                   | 7,36 %      |
| 20                                   | 17,58 %     |
| 19                                   | 13,48 %     |
| 18                                   | 13,81 %     |
| 17                                   | 14,58 %     |
| Supérieur à 21                       | 28,36 %     |

## Terminologie
Certaines terminologies sont utilisées pour caractériser le travail du croupier.
- The dispensary hand : Il s'agit de la main du croupier qui prend les cartes dans le sabot pour les distribuer.
- The delivery hand : Il s'agit de la main du croupier qui reçoit les cartes pour les disposer face aux joueurs.
- The 7 player challenge : Il s'agit du temps que met le croupier pour distribuer les cartes, dans le cas où il y ait sept joueurs autour de la table.
- The full deck marathon challenge : Il s'agit du temps qu'un croupier prend pour vider l'entièreté du sabot, en distribuant correctement les cartes.

## Matériel

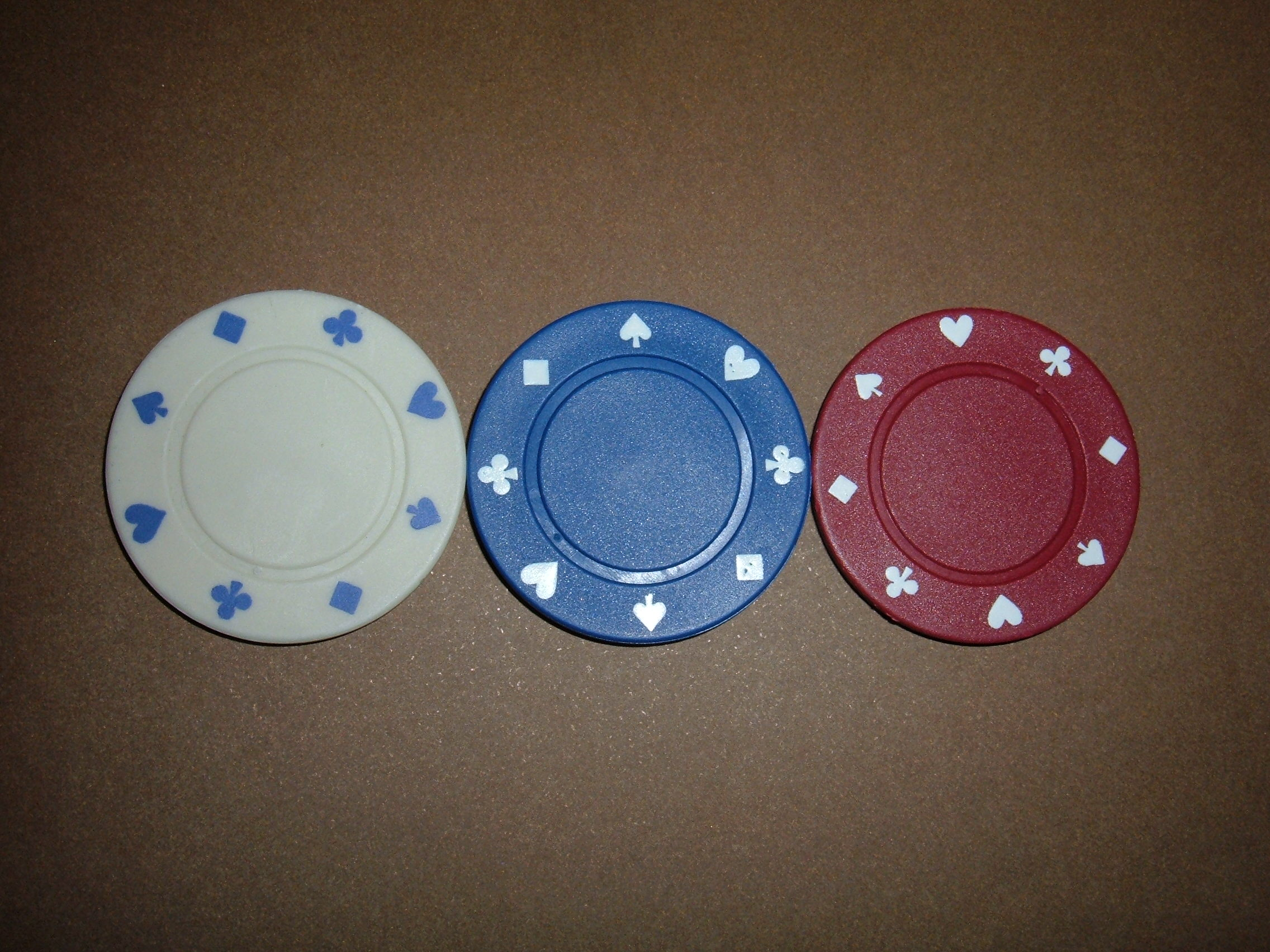
Des jetons de casino.

### Jeu de cartes
Le nombre de cartes nécessaire pour jouer dépend des casinos, en général on compte six jeux de 52 cartes, afin d'éviter le comptage des cartes par les joueurs.
Le mélange des cartes, comme dans beaucoup d'autres jeux de casino, est strictement réglementé, afin de limiter l'inégalité entre les joueurs et le casino.
Avant la première partie, les jeux de cartes sont séparés en plusieurs tas, chacun mélangé et coupé deux fois. Après cette étape, le jeu est rassemblé, coupé une fois par le croupier et une deuxième fois par un joueur. Enfin, une carte d'arrêt épaisse et rouge, afin d'être bien visible, est placée par le croupier, de manière à séparer le jeu en deux parties. La carte d'arrêt doit être placée en évitant d'avoir une partie du jeu inférieure à la taille d'un paquet de 52 cartes.
Lorsque la carte d'arrêt rouge est tirée, le croupier termine le jeu en cours, rassemble les cartes déjà utilisées et les cartes restantes dans le sabot, et mélange le tout selon la procédure décrite précédemment.
Dans certains casinos, un mélangeur automatique est utilisé.

### Autre éléments
Le tapis de jeu, bien que facultatif, permet au croupier et aux joueurs de savoir où placer les cartes et les mises de jeu. Le tapis est généralement en feutre, en velours ou en laine. Le tapis de jeu est intégré à la table dans les casinos physiques. La table permet d'accueillir sept personnes en plus du croupier et prend une forme d'arc de cercle. À noter qu'avec l'accord du croupier les joueurs peuvent jouer à plusieurs places en même temps, si des places sont vacantes. La table ou le tapis est généralement vert.
Les jetons de jeu sont les mêmes que pour les autres jeux du casino. Dans le cas des casinos virtuels, le joueur joue avec de l'argent réel. La couleur des jetons peut varier mais est globalement la même dans tous les casinos.
Parmi les autres accessoires, on trouve le sabot, qui permet de stocker les cartes et de les distribuer une par une. Le rack de défausse permet d'accueillir les cartes déjà utilisées et de les ranger.

## Stratégies

### Stratégie de base
Le blackjack, contrairement à d'autres jeux, dépend grandement du choix du joueur, qui peut réduire l'avantage du casino, en jouant avec la stratégie de base. Cette stratégie détermine quand tirer une carte, et quand s'arrêter. Elle détermine également lorsqu'il est préférable de doubler la mise ou de séparer deux cartes égales.
Cette stratégie se base sur une comparaison entre les cartes du joueur et la carte visible du croupier. Il existe toutefois des variations dans cette stratégie de base, dépendant des règles utilisées par les casinos et du nombre de jeux de cartes utilisés.
| Jeu du joueur       | Carte visible du croupier | Carte visible du croupier | Carte visible du croupier | Carte visible du croupier | Carte visible du croupier | Carte visible du croupier | Carte visible du croupier | Carte visible du croupier | Carte visible du croupier | Carte visible du croupier |
| Cartes dépareillées | Cartes dépareillées       | Cartes dépareillées       | Cartes dépareillées       | Cartes dépareillées       | Cartes dépareillées       | Cartes dépareillées       | Cartes dépareillées       | Cartes dépareillées       | Cartes dépareillées       | Cartes dépareillées       |
| Nombre de points    | 2                         | 3                         | 4                         | 5                         | 6                         | 7                         | 8                         | 9                         | 10                        | A                         |
| ------------------- | ------------------------- | ------------------------- | ------------------------- | ------------------------- | ------------------------- | ------------------------- | ------------------------- | ------------------------- | ------------------------- | ------------------------- |
| 17 à 21 points      | S                         | S                         | S                         | S                         | S                         | S                         | S                         | S                         | S                         | S                         |
| 13 à 16 points      | S                         | S                         | S                         | S                         | S                         | T                         | T                         | T                         | T                         | T                         |
| 12 points           | T                         | T                         | S                         | S                         | S                         | T                         | T                         | T                         | T                         | T                         |
| 11 points           | D                         | D                         | D                         | D                         | D                         | D                         | D                         | D                         | D                         | T                         |
| 10 points           | D                         | D                         | D                         | D                         | D                         | D                         | D                         | D                         | T                         | T                         |
| 9 points            | T                         | D                         | D                         | D                         | T                         | T                         | T                         | T                         | T                         | T                         |
| 5 à 8 points        | T                         | T                         | T                         | T                         | T                         | T                         | T                         | T                         | T                         | T                         |
| Un As               |                           |                           |                           |                           |                           |                           |                           |                           |                           |                           |
| Deuxième carte      | 2                         | 3                         | 4                         | 5                         | 6                         | 7                         | 8                         | 9                         | 10                        | A                         |
| 8 à 10              | S                         | S                         | S                         | S                         | S                         | S                         | S                         | S                         | S                         | S                         |
| 7                   | S                         | D                         | D                         | D                         | D                         | S                         | S                         | T                         | T                         | T                         |
| 6                   | T                         | D                         | D                         | D                         | D                         | T                         | T                         | T                         | T                         | T                         |
| 4 ou 5              | T                         | T                         | D                         | D                         | D                         | T                         | T                         | T                         | T                         | T                         |
| 2 ou 3              | T                         | T                         | T                         | D                         | D                         | T                         | T                         | T                         | T                         | T                         |
| Paires              |                           |                           |                           |                           |                           |                           |                           |                           |                           |                           |
| Paire               | 2                         | 3                         | 4                         | 5                         | 6                         | 7                         | 8                         | 9                         | 10                        | A                         |
| As                  | SP                        | SP                        | SP                        | SP                        | SP                        | SP                        | SP                        | SP                        | SP                        | SP                        |
| 10 à roi            | S                         | S                         | S                         | S                         | S                         | S                         | S                         | S                         | S                         | S                         |
| 9                   | SP                        | SP                        | SP                        | SP                        | SP                        | S                         | SP                        | SP                        | S                         | S                         |
| 8                   | SP                        | SP                        | SP                        | SP                        | SP                        | SP                        | SP                        | SP                        | SP                        | SP                        |
| 7                   | SP                        | SP                        | SP                        | SP                        | SP                        | SP                        | T                         | T                         | T                         | T                         |
| 6                   | SP                        | SP                        | SP                        | SP                        | SP                        | T                         | T                         | T                         | T                         | T                         |
| 5                   | D                         | D                         | D                         | D                         | D                         | D                         | D                         | D                         | T                         | T                         |
| 4                   | T                         | T                         | T                         | SP                        | SP                        | T                         | T                         | T                         | T                         | T                         |
| 2 ou 3              | SP                        | SP                        | SP                        | SP                        | SP                        | SP                        | T                         | T                         | T                         | T                         |

- SS'arrêter
- TTirer une carte
- DDoubler sa mise ou tirer une carte
- SPSéparer sa paire

Le tableau ci-dessus est une manière de maximiser son avantage contre celui du casino. Il ne permet pas de gagner à tous les coups, en raison de la présence du hasard dans le jeu, mais permet, sur le long terme d'améliorer ses chances de gains.
Il existe d'autres versions de ce tableau, qui prennent en compte la possibilité d'abandonner, proposée par certains casinos. En général, il est déconseillé de prendre l'assurance si le croupier à un As, car le joueur a seulement 30,77 % de chances de gagner avec cette dernière.

### Comptage des cartes
Il existe plusieurs systèmes de comptage de cartes (en) au blackjack, mais le système Hi-Low proposé par Edward O. Thorp en 1963 reste le plus accessible. Cette méthode consiste à compter les points. Le principe est d'attribuer une valeur (1, 0 ou -1) à chaque carte distribuée aux joueurs et au croupier.
Après un mélange des cartes, le comptage commence à zéro. Les as et cartes valant 10 points comptent pour -1. Les cartes 7, 8, 9 comptent chacune pour 0. Les cartes 2, 3, 4, 5 et 6 comptent chacune pour +1.
Lorsque les cartes sont distribuées, le joueur compte mentalement les cartes qui sont jouées et détermine ainsi s’il doit miser ou non :
- plus le total est élevé, c’est-à-dire si le taux de cartes à distribuer (10 points et As) est élevé, plus la partie tourne à l’avantage du joueur et il doit augmenter sa mise ;
- si le total tourne autour de 0, le sabot est neutre et ni le joueur ni le donneur n’a clairement l’avantage sur l’autre ;
- enfin, lorsque le total est très faible, cela signifie que le joueur n’a vraiment pas l’avantage sur le donneur les cartes à venir seront faibles. Il est alors recommandé d’effectuer des mises minimales, voire de quitter la table.

D'autres méthodes nécessitent simplement l'observation des cartes. Le principe général est de suivre la sortie des cartes du jeu, de manière à savoir si les cartes non distribuées sont majoritairement des cartes hautes ou basses. Pour contrer ces techniques, le croupier mélange régulièrement le sabot.
Il est aussi à noter que le comptage des cartes, contrairement à la rumeur véhiculée par certains films (notamment dans Rain Man), n'est pas illégal.

## Joueurs notables
- Edward O. Thorp, mathématicien et auteur de l'ouvrage Beat the Dealer (1962 puis 1966). Sa technique de comptage de cartes a entraîné la modification des règles du blackjack (introduction de la carte rouge de mélange du sabot, la technique étant mathématiquement valable avec le sixtain entier) ;
- Ken Uston, ancien financier, il est l'inventeur du jeu en équipe et a écrit Million Dollar Blackjack (1981) ;
- Stu Ungar, génie du jeu, il a été interdit de blackjack et a terminé comme joueur de poker professionnel ;
- Andy Bloch, membre du MIT Blackjack Team devenu professionnel du poker ;
- Jeff Ma, membre du MIT Blackjack Team ;
- Julian Braun, un joueur spécialiste de blackjack ;

## Variantes
Au sein des casinos en ligne, et dans une moindre mesure, des casinos terrestres, on trouve des variantes du jeu, ajoutant certains mécanismes, ou offrant plus de possibilités aux joueurs :
- Infinite blackjack (« Blackjack infini ») : Dans cette version en ligne uniquement, tous les joueurs jouent avec le même tirage de cartes. Tous les joueurs débutent avec les deux mêmes cartes, mais prennent leurs décisions individuellement. Le croupier tire des cartes jusqu'à ce qu'aucun joueur ne souhaite tirer à nouveau, ou jusqu'à dépasser 21 points. Les règles classiques du blackjack sont appliquées.
- 6-card Charlie : Dans cette version, les joueurs qui réussissent à avoir plus de six cartes gagnent d'office pour un rapport qui varie selon les casinos. Cette composition est plutôt rare, environ une fois sur 400.
- Free Bet Blackjack (« Blackjack avec mises gratuites ») : Dans cette version, plusieurs mécanismes sont rendus gratuits pour le joueur. Ce dernier peut séparer gratuitement une paire (sauf les paires de 10, valets, dames et rois) et peut doubler gratuitement sur les mains de 9, 10 ou 11 points (sauf si elles comprennent un As). Pour contrebalancer l'avantage donné au joueur, le croupier ne perd que s'il dépasse 22 points, et non 21 points.
- Blackjack Switch : Dans cette version, le joueur doit obligatoirement jouer deux mains à la fois, de mises équivalentes, et peut intervertir sa deuxième carte entre les deux jeux. Par exemple, un joueur qui possède un jeu avec un 5 et un 10 et un second jeu avec un 3 et un 9, peut uniquement intervertir le 10 avec le 9. Pour maintenir l'avantage du casino, si le croupier a 22 points, les joueurs récupèrent simplement leurs mises, comme s'il y avait égalité (sauf pour ceux ayant un blackjack).

## Dans la culture
- Rain Man (1988), film de Barry Levinson comprenant une scène sur le comptage de cartes ;
- Stacy's Knights (1983), film sur une « surdouée » du blackjack ;
- Las Vegas 21 (2008), film de Robert Luketic sur l'équipe de comptage de cartes du MIT.

### Filmographie
- Comment gagner des millions ? diffusé sur Arte le 31 décembre 2007.